# SBOBET
SBOBET — международная букмекерская контора, главный офис компании расположен на острове Мэн (Великобритания). Операционная деятельность компании ведёт в Азии.

## История
Компания запустила веб-сайт Sbobet.com в 2004 году. В 2005 году компания получила лицензию на Филиппинах для оперирования в Азии. В 2008 году ресурс получил лицензию на острове Мэн, Великобритания, необходимую для онлайн-оперирования в качестве игорной компании в Европе. Благодаря двум лицензиям ресурс Sbobet мог работать как в Европе, так и в Азии. Услуги предоставляются на различных языках.
В феврале 2009 года ресурс SBOBET стал первым оператором на острове Мэн, получившим разрешение на запуск казино с интерактивным крупье.
В сентябре 2014 года компания вынуждена была приостановить работу с клиентами из Великобритании из-за новых лицензионных требований регулятора.
В октябре 2014 года в сотрудничестве с партнером TRADOLOGIC ресурс SBOBET представил новый продукт — финансовые ставки. Продукт предоставляется по лицензиям острова Мэн и корпорации The First Cagayan Leisure & Resort Corporation.

## Спонсорство
С 2009 года и до конца сезона 2012-13 ресурс SBOBET выступал титульным спонсором футбольного клуба «Вест Хэм Юнайтед», а в сезоне 2010—2011 команда «Кардифф Сити» пополнила список спонсируемых клубов. В октябре 2009 года в связи с опасениями о воздействии азартных игр на подрастающее поколение, высказанными представителями Премьер-лиги, ресурс SBOBET заменил свой логотип на футболках команды юношеской академии «Кардифф Сити» логотипами благотворительной организации Ty Hafan Children’s Hospice.
В 2010 году ресурс SBOBET был задействован в качестве генерального спонсора первого в истории футбольного форума Азии (Soccerex Asian Forum), прошедшего в Сингапуре.
В августе 2013 года компания Celton Manx, учредитель ресурса of SBOBET, объявила о заключении партнерских соглашений с пятью командами английской Премьер-лиги, став официальным азиатским игорным партнером клубов «Суонси Сити», «Вест Хэм Юнайтед», «Саутгемптон», «Халл Сити» и «Норвич Сити» в сезоне 2013-14.
В 2013 году SBOBet стал глобальным беттинг партнером британского футбольного клуба Норвич Сити. Эта сделка позволила букмекеру принимать ставки на домашнем стадионе команды — Карроу Роуд, а также получить возможность показывать рекламу бренда на сайте клуба и рекламных площадках стадиона.
В 2016 году было подписано партнерское соглашение с ирландским футбольным клубом Дандолк.
В 2018 году компания заключила партнерскую сделку с Боруссия Дортмунд. По заявлениям сторон, соглашение направлено на работу с азиатской аудиторией немецкого клуба и популяризацию бренда.
C 2023 года компания стала титульным спонсором «Фулхэма», соглашение продлится до конца сезона 2023/24.

## Награды
Ресурс SBOBET в течение двух лет подряд становился обладателем награды «Азиатский оператор года» (2009, 2010) на ежегодной церемонии EGR Awards, организованной журналом eGaming Review.
В 2011 году ресурс SBOBET был удостоен 11-го места в рейтинге 50 наиболее влиятельных международных операторов по версии журнала eGaming Review.

## Полемика
В октябре 2008 года ресурс SBOBET получил запрос о предоставлении любых данных, касающихся скандала, разгоревшегося в Футбольной ассоциации Англии, о предполагаемом договорном матче между командами «Норвич Сити» и «Дерби Каунти». Ресурс SBOBET отклонил запрос Футбольной ассоциации, сославшись на его чрезмерность и потенциальную угрозу нарушения конфиденциальности личных данных клиентов. «Дерби Каунти» одержали победу в матче со счетом 2-1. Позднее Футбольная ассоциация заявила об отсутствии доказательств о договорном характере матча.
24 сентября 2009 года два болгарских новостных агентства Novinite.com и 24 Chasa Daily опубликовали статьи с ошибочными предположениями о причастности ресурса SBOBET к организации договорного матча между командами «Левски» и ЦСКА (София). Оба агентства впоследствии опубликовали статьи-опровержения с заявлениями о том, что ресурс SBOBET не был вовлечен в организацию договорных матчей, и извинениями в адрес ресурса SBOBET за публикацию недостоверной информации.
В октябре 2009 года представители Премьер-лиги раскритиковали платформы 188BETи SBOBET за предложение рынков ставок в режиме реального времени на матчи между молодёжными командами, утверждая, что дети и юношество не должны быть подвержены воздействию международных игорных организаций. Оба букмекера впоследствии остановили прием ставок на матчи молодёжных команд и выразили намерение обратиться к представителям Премьер-лиги и Профессиональной футбольной ассоциации за разъяснениями по поводу того, какие футбольные рынки им разрешается предлагать для размещения ставок.
В октябре 2014 года Парламентом Сингапура был принят закон о запрете целого спектра услуг в сфере удаленного гемблинга, в том числе прием и размещение ставок с использованием интернета, телефонной связи, интерактивного телевидения, радио и любых других коммуникационных технологий (the Remote Gambling Bill). Закон распространяется как на индивидуальных игроков, так и на организаторов, агентов и операторов. Закон вступил в силу 2 февраля 2015 года. Компания SBOBET строго придерживается принципа ведения бизнеса только в странах, где размещение и прием ставок являются законными. Регистрация новых счетов с IP-адресами в Сингапуре более не производится. На странице регистрации в выпадающем списке стран Сингапур не перечислен. Активные сингапурские счета были закрыты 1 февраля 2015 года, что совпадает с датой вступления в силу закона. Доступ к веб-сайту из этой страны заблокирован с 12 февраля 2015 года.